# Josef Strzygowski

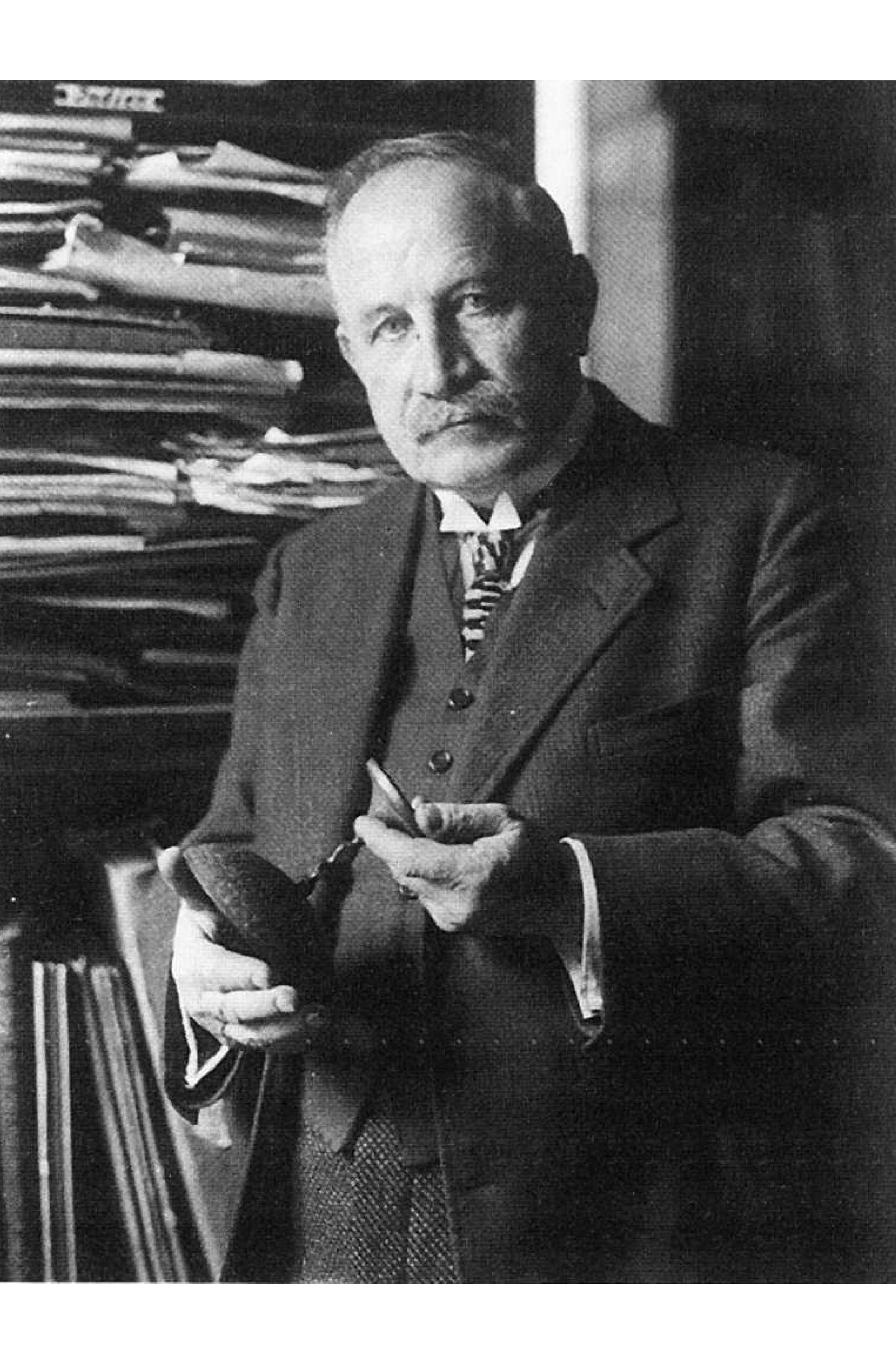
Josef Strzygowski.

Josef Strzygowski, född den 7 mars 1862 i Biała i österrikiska Schlesien, död den 2 januari 1941 i Wien, var en österrikisk konsthistoriker.
Strzygowski blev ordinarie professor i konsthistoria 1894 vid universitetet i Graz och 1909 i Wien. År 1920 tillträdde han även den nyinrättade professuren i ämnet vid Åbo Akademi som han innehade till våren 1925.
Strzygowski var framför allt betydande genom sina forskningar i österländsk konst. Hans uppslag om dennas inverkan på den tidiga medeltidens smak och konst i västra Europa väckte häftigt motstånd för sin djärvhet och nyhet, men åstadkom en grundlig revision i åsikterna om idéernas och stilformernas upphov och vägar. Strzygowski gav uppslaget till, att fasaden till Mschatta (en ruin i Syrien, 20 kilometer öster om Madaba) överflyttades till Berlin, och författade en festskrift om denna vid invigningen av Kaiser Friedrich-Museum 1904. Han utgav serien "Arbeiten des kunsthistorischen Instituts der Universität Wien". År 1916 höll Strzygowski föredrag i Stockholm, Göteborg och Lund.
Bland hans arbeten märks Byzantinische Denkmäler (2 delar, 1891-93, del 3 utgavs av Diez och Znitt 1903), Orient oder Rom? (1901), Klein-Asien. Ein Neuland der Kunstgeschichte (1903), de båda sistnämnda av grundläggande betydelse. Andra arbeten av Strzygowski är Cimabue und Rom (1888), Das Werden des Barock bei Raphael und Correggio (1898), Koptische Kunst (i "Catalogue général des antiquités égyptiennes du musée du Caire", band XII, 1904), Die bildende Kunst der Gegenwart (1907), Amida (1910; med Max van Berchem), Die bildende Kunst des Ostens (1916) och Altai-Iran und Völkerwanderung (1917), Die Baukunst der Armenier (1918) och Den kristna kyrkokonstens ursprung (1920; föreläsningar i Uppsala 1919) samt bidrag i "Byzantinische Zeitschrift" med flera facktidskrifter.